# Fouilloy Communal Cemetery
Fouilloy Communal Cemetery is een begraafplaats gelegen in de Franse plaats Fouilloy (Somme). De militaire graven worden onderhouden door de Commonwealth War Graves Commission.
De begraafplaats telt 38 geïdentificeerde Gemenebest graven uit de Eerste Wereldoorlog.